# Petalidium coccineum
Petalidium coccineum är en akantusväxtart som beskrevs av Spencer Le Marchant Moore. Petalidium coccineum ingår i släktet Petalidium och familjen akantusväxter. Inga underarter finns listade i Catalogue of Life.